# Mi marido tiene familia
Mi marido tiene familia és una telenovel·la mexicana creada per Héctor Forero López i Pablo Ferrer García-Travesí i produïda per Juan Osorio per Televisa, basat en la sèrie My Husband Got a Family, escrit per Park Ji-eun i produïda per KBS. It premiered on June 5, 2017. La sèrie gira al voltant de Robert Cooper (Daniel Arenas), un metge que va ser adoptat per una família nord-americana de Colòmbia, però vol saber qui són els seus pares biològics són, a la seva esposa Julieta Aguilar (Zuria Vega) serà l'encarregat d'ajudar a trobar la seva família, però se sent la por de no ser acceptat per ells.
La sèrie compta amb un gran elenc, incloent Zuria Vega, Daniel Arenas, Diana Bracho i Silvia Pinal com papers protagonistes.

## Trama
Julieta i Robert tenir la relació perfecta: cada un té el seu treball, comparteixen els seus somnis i estan a punt per casar-se aviat. Per a ells, el secret rau en dos punts: la comunicació i el fet que la família adoptiva de Juan Pablo viu en un altre país, estalviant els problemes de tractar amb la família política. No obstant això, el destí ha preparat una sorpresa quan han de traslladar-se a un apartament en una zona modesta d'Oaxaca.

## Elenc
- Zuria Vega com Julieta Aguilar
- Daniel Arenas com Robert Cooper / Juan Pablo
- Diana Bracho com Blanca Gómez de Córcega
- Silvia Pinal com Imelda Sierra de Córcega
- Rafael Inclán com Eugenio Córcega
- Luz María Jerez comBelén Gómez
- René Casados com Audifaz Córcega
- Olivia Bucio com Catalina Rivera
- Lola Merino com Ana Romano
- Regina Orozco com Amalia Gómez
- Gaby Platas com Amapola Casteñeda
- Laura Vignati com Daniela Córcega
- Jessica Coch com Marisol Córcega
- Ignacio Casano com Hugo Aguilar
- José Pablo Minor com Gabriel Musi
- Federico Ayos com Bruno Aguilar
- Jade Fraser com Linda Córcega
- Emilio Osorio com Aristóteles Córcega
- Marco Muñoz com Tulio Córcega
- Juan Vidal com Julián Guerra
- Isabella Tena com Frida Meneses
- Paola Toyos com Begoña Bustamante
- Marcos Montero com Ignacio Meneses
- Bárbara Islas com Diana Mejía
- Luis Gerardo Cuburu com Octavio
- Latin Lover com Enzo
- Yahir com Xavi Galán[3]